# Liste der Biografien/Lind
Liste der Biografien |
Portal Biografien |
Personensuche
# |
A |
B |
C |
D |
E |
F |
G |
H |
I |
J |
K |
L |
M |
N |
O |
P |
Q |
R |
S |
T |
U |
V |
W |
X |
Y |
Z |
?
 
La |
Lb |
Lc |
Le |
Lg |
Lh |
Li |
Lj |
Ll |
Lm |
Lo |
Lp |
Lt |
Lu |
Lv |
Lw |
Lx |
Ly |
Lz
 
Lia |
Lib |
Lic |
Lid |
Lie |
Lif |
Lig |
Lih |
Lii |
Lij |
Lik |
Lil |
Lim |
Lin |
Lio |
Lip |
Liq |
Lir |
Lis |
Lit |
Liu |
Liv |
Liw |
Lix |
Liy |
Liz
 
Lina |
Linb |
Linc |
Lind |
Line |
Linf |
Ling |
Linh |
Lini |
Linj |
Link |
Linl |
Linn |
Lino |
Linp |
Lins |
Lint |
Linu |
Linv |
Linw |
Linx |
Liny |
Linz
 
Linda |
Lindb |
Linde |
Lindf |
Lindg |
Lindh |
Lindi |
Lindk |
Lindl |
Lindm |
Lindn |
Lindo |
Lindp |
Lindq |
Lindr |
Linds |
Lindt |
Lindu |
Lindv |
Lindw |
Lindz
Die Liste der Biografien führt alle Personen auf, die in der deutschsprachigen Wikipedia einen Artikel haben. Dieses ist eine Teilliste mit 77 Einträgen von Personen, deren Namen mit den Buchstaben „Lind“ beginnt.

## Lind
- Lind Lagerlöf, Daniel (* 1969), schwedischer Regisseur und Filmemacher
- Lind, Adrian (* 1994), deutscher Basketballspieler
- Lind, Alexander (* 2002), dänischer Fußballspieler
- Lind, Alfred (1879–1959), dänischer Kameramann, Drehbuchautor und Regisseur der Stummfilmzeit
- Lind, Alyvia Alyn (* 2007), US-amerikanische KinderdarstellerinAlyvia Alyn Lind (* 2007)

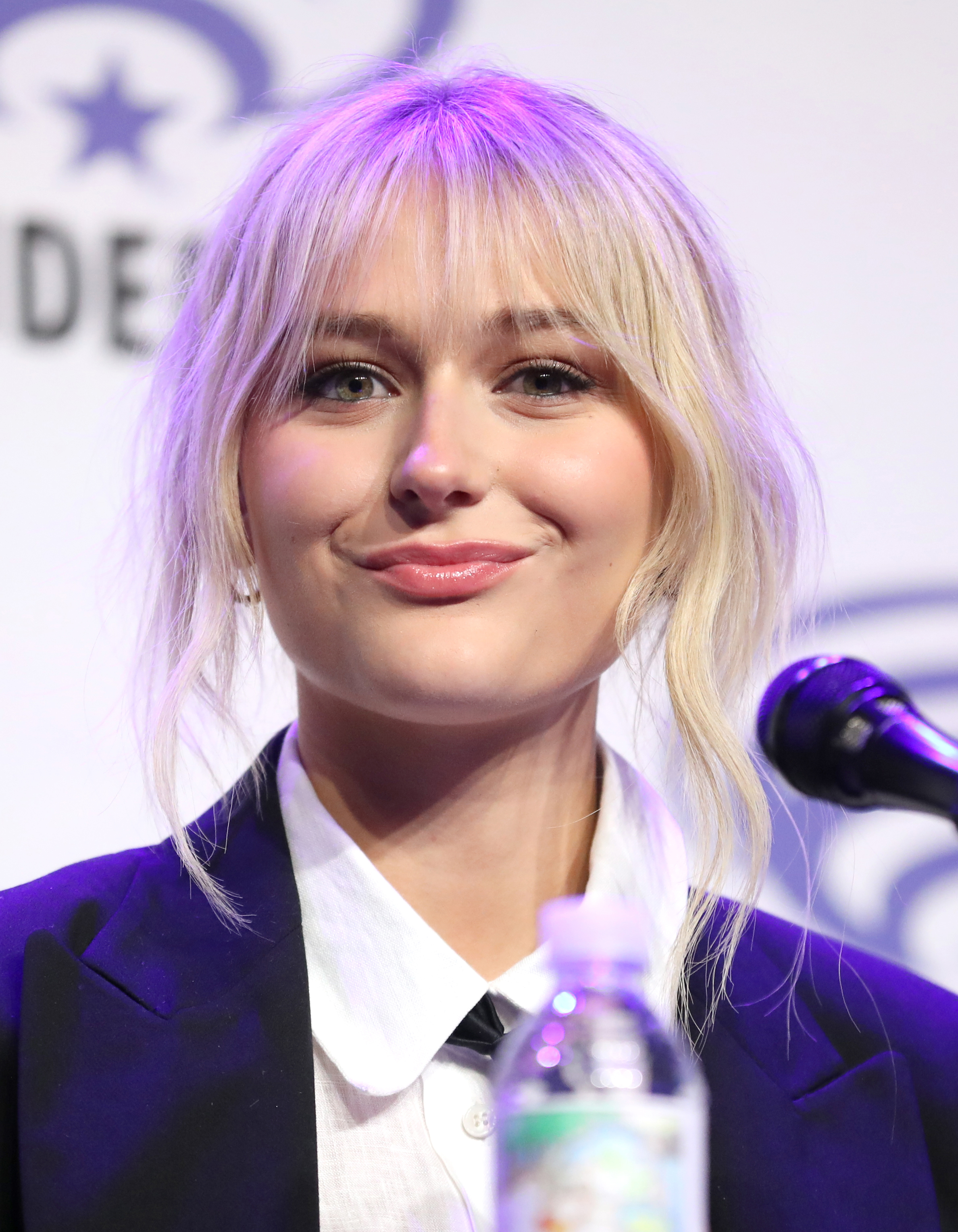
Alyvia Alyn Lind (* 2007)

- Lind, Amanda (* 1980), schwedische Politikerin
- Lind, Anders (* 1998), dänischer Tischtennisspieler
- Lind, Angelita (* 1959), puerto-ricanische Leichtathletin
- Lind, Arvi (* 1940), finnischer Nachrichtensprecher
- Lind, Bethany Anne (* 1982), US-amerikanische Schauspielerin
- Lind, Björn (* 1978), schwedischer Skilangläufer
- Lind, Bob (* 1942), US-amerikanischer Sänger
- Lind, Carl Johan (1883–1965), schwedischer Hammerwerfer
- Lind, Caroline (* 1982), US-amerikanische Ruderin
- Lind, Christiane (* 1964), deutschsprachige Autorin
- Lind, Christina Bennett (* 1983), US-amerikanische Schauspielerin
- Lind, Dennis (* 1993), dänischer Automobilrennfahrer
- Lind, Don L. (1930–2022), amerikanischer Astronaut
- Lind, Ekard (* 1945), österreichischer Musiker (Klassische Gitarre), Hochschullehrer Musikhochschule, Kynologe
- Lind, Elvira (* 1981), dänische Filmregisseurin und Drehbuchautorin
- Lind, Emil (1872–1948), österreichischer Schauspieler, Theaterregisseur und Schauspiellehrer an deutschsprachigen Bühnen
- Lind, Emil (1890–1966), deutscher evangelischer Pfarrer und Schriftsteller
- Lind, Emily Alyn (* 2002), US-amerikanische SchauspielerinEmily Alyn Lind (* 2002)

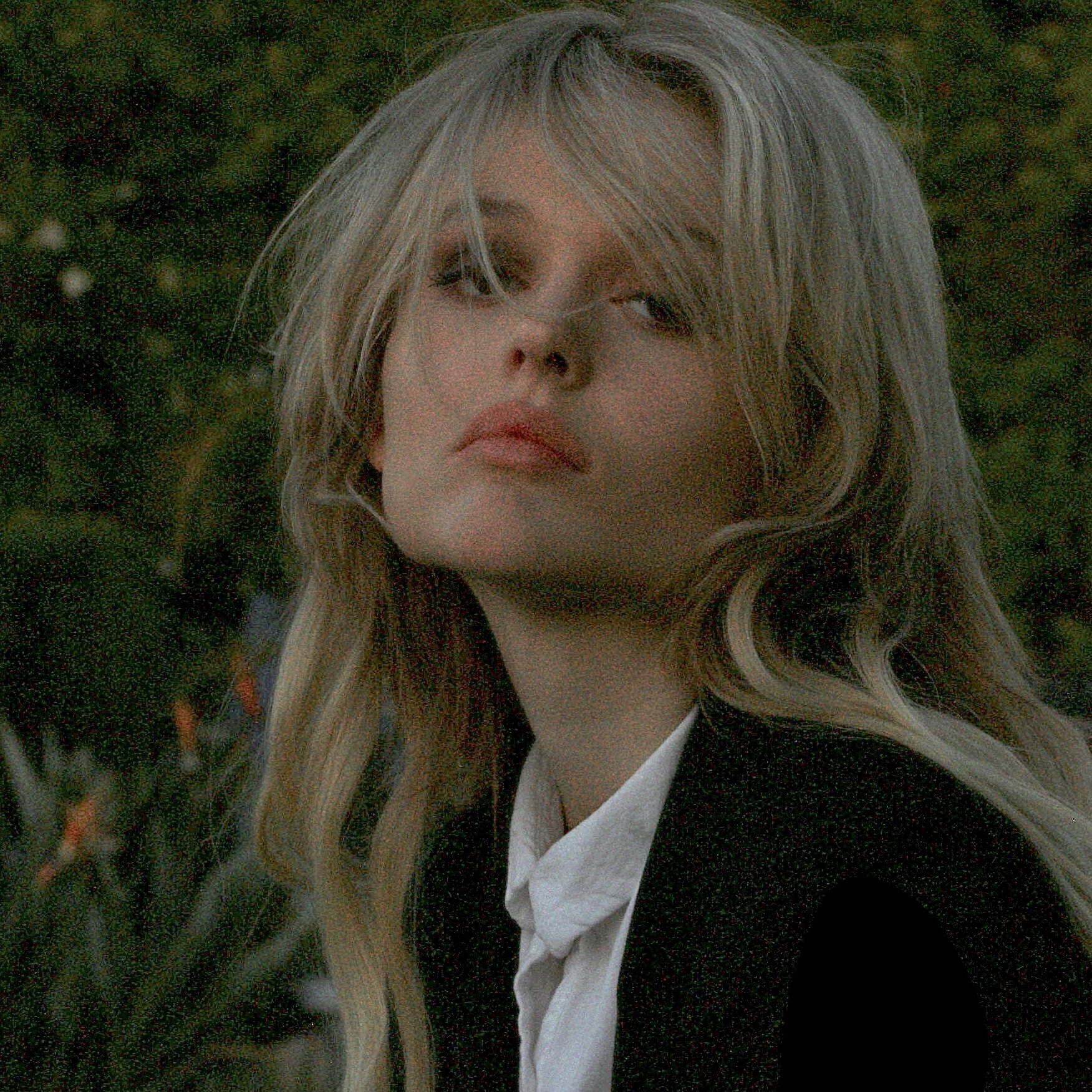
Emily Alyn Lind (* 2002)

- Lind, Emma (* 1995), schwedische Fußballspielerin
- Lind, Espen (* 1971), norwegischer Sänger, Songwriter und Produzent
- Lind, Eva (* 1966), österreichische Opernsängerin (Sopran)
- Lind, Folke (1913–2001), schwedischer Fußballspieler
- Lind, Franz (1900–1967), deutscher Bildhauer und Maler
- Lind, Georg (1947–2021), deutscher Psychologe und Professor für Erziehungswissenschaft
- Lind, Georg Rudolf (1926–1990), deutscher Romanist
- Lind, George (* 1977), US-amerikanischer Pokerspieler
- Lind, Georgia (1905–1984), deutsche Schauspielerin
- Lind, Gitta (1925–1974), deutsche Schlagersängerin
- Lind, Gustav (1856–1903), Metallbildner
- Lind, Hasse Pavia (* 1979), dänischer Bogenschütze
- Lind, Heather (* 1983), US-amerikanische Schauspielerin
- Lind, Heinrich (1878–1941), deutscher Politiker (DNVP, CNBLP), MdR
- Lind, Hera (* 1957), deutsche Sängerin, Schriftstellerin und ModeratorinHera Lind (* 1957)

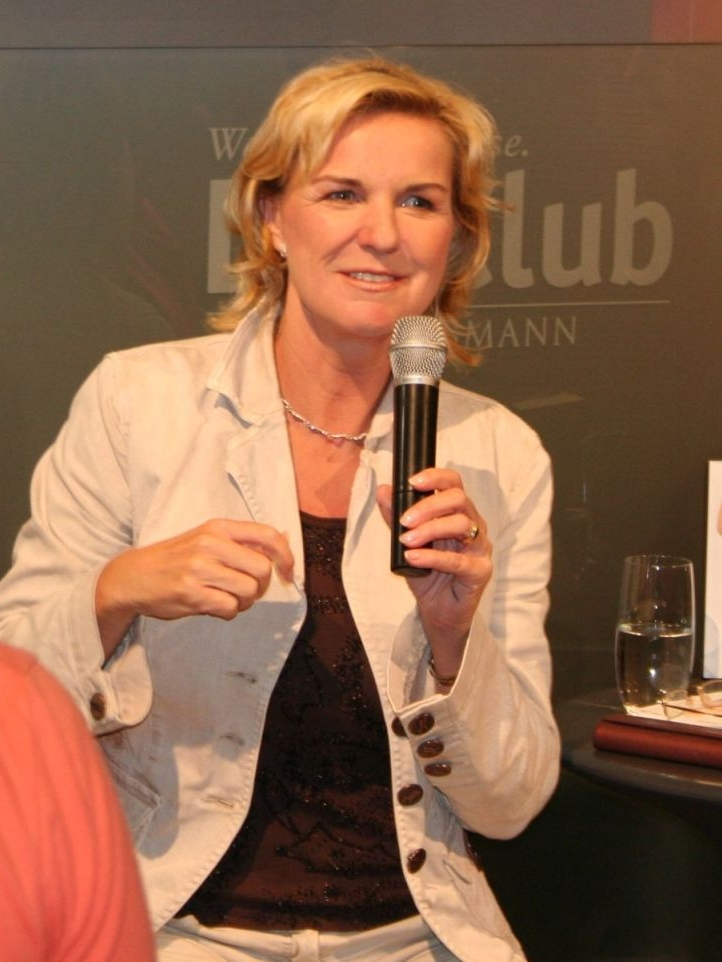
Hera Lind (* 1957)

- Lind, Ilse (1874–1955), österreichische Schauspielerin
- Lind, Jakov (1927–2007), österreichisch-englischer Schriftsteller, Hörspielautor, Filmregisseur und Maler
- Lind, James (1716–1794), schottischer Arzt und Pionier der Schiffshygiene in der Britischen Marine (Royal Navy)
- Lind, James (1736–1812), schottischer Mediziner
- Lind, James F. (1900–1975), US-amerikanischer Politiker
- Lind, Jenny (1820–1887), schwedische Sängerin
- Lind, Jessica (* 1988), österreichische Drehbuchautorin und Filmregisseurin
- Lind, Joan (1952–2015), US-amerikanische Ruderin
- Lind, Johan (* 1942), norwegischer Eisschnellläufer
- Lind, Johan (* 1974), schwedischer Fußballspieler
- Lind, Johann Georg († 1873), Bürgermeister, Mitglied der kurhessischen Ständeversammlung
- Lind, Johann Heinrich (1819–1873), Bürgermeister, Mitglied des Kurhessischen Kommunallandtages
- Lind, John (1854–1930), US-amerikanischer Politiker
- Lind, Juha (* 1974), finnischer Eishockeyspieler
- Lind, Katharina (* 1936), deutsche Schauspielerin
- Lind, Levi Robert (1906–2008), US-amerikanischer klassischer Philologe
- Lind, Lissy (* 1884), deutsche Schauspielerin
- Lind, Maria (* 1966), schwedische Kunsthistorikerin, Kunstkritikerin, Kuratorin und Museumsdirektorin
- Lind, Martin (* 1944), schwedischer lutherischer Bischof
- Lind, Mecka (* 1942), schwedische Kinderbuchautorin
- Lind, Mikael (* 1972), schwedischer Eishockeyspieler
- Lind, Natalie Alyn (* 1999), US-amerikanische SchauspielerinNatalie Alyn Lind (* 1999)

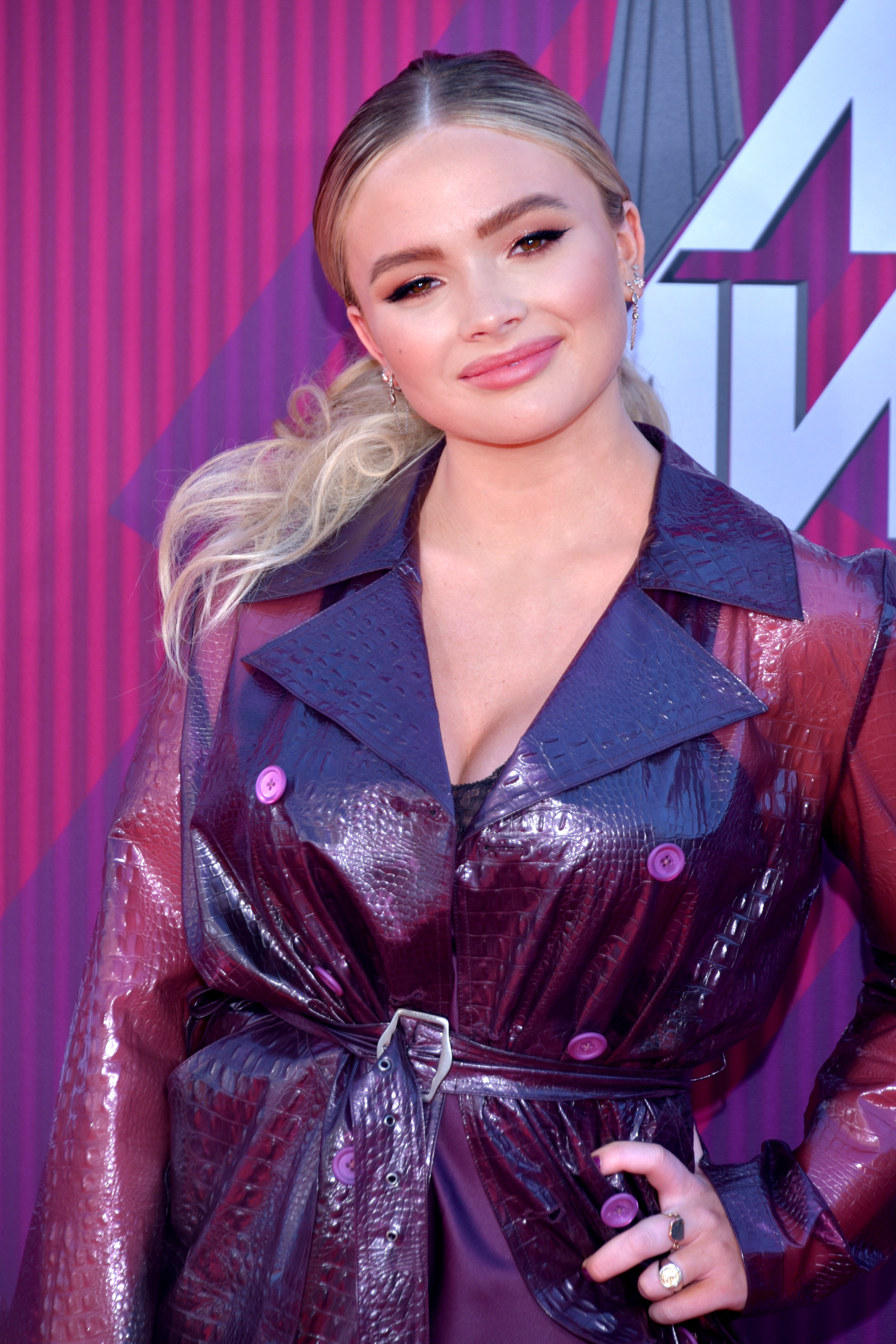
Natalie Alyn Lind (* 1999)

- Lind, Nathalie (1918–1999), dänische Juristin und Politikerin
- Lind, Ove (1926–1991), schwedischer Jazz-Klarinettist
- Lind, Perry (1936–2022), US-amerikanischer Jazzmusiker (Bass)
- Lind, Philipp (* 1988), deutscher Schauspieler und Synchronsprecher
- Lind, Rainer (* 1954), deutscher Maler, Zeichner und Grafiker
- Lind, Robby (1934–2007), deutscher Schlagersänger
- Lind, Samuel C. (1879–1965), US-amerikanischer Chemiker
- Lind, Sarah (* 1982), kanadische Schauspielerin und Model
- Lind, Sofia (* 1975), schwedische Skilangläuferin
- Lind, Traci (* 1968), amerikanische Schauspielerin und Produzentin
- Lind, Ulrich (* 1942), deutscher Sportschütze
- Lind, Vello (1936–2017), estnischer Agronom und Politiker
- Lind, Victor (* 2003), dänischer Fußballspieler
- Lind, Werner (1950–2014), rumänisch-deutscher Karate-Lehrer und Autor
- Lind, William Sturgiss (* 1947), US-amerikanischer Militärtheoretiker
- Lind, Zach (* 1976), US-amerikanischer Musiker
- Lind-af-Hageby, Lizzy (1878–1963), schwedisch-britische Autorin, Rednerin, Antivivisektionistin, Pazifistin, Frauenrechtlerin und Frauenwahlrechtlerin